# Доброселица (Чајетина)
Доброселица је насеље у Србији у општини Чајетина у Златиборском округу. Према попису из 2022. било је 273 становника.

## Историја
По народном предању у село је једном свратио Св. Сава. Домаћини су га лепо угостили, да им је био врло захвалан. Када их је упитао како се зове то место, они су одговорили "Злоселица". На тој српски светац изрекао "Од сад да се зове Доброселица!".
Православна црква мала брвнара у месту, посвећена Св. Илији је подигнута 1821. године. Подигнута је темељу старије, коју је градио "неки хајдук пре 200 година".
Овде се налазе ОШ „Вук Караџић” Доброселица и Прераст у Доброселици. Настава у месној школи у Доброселици је почела 1870. године.

## Демографија
У насељу Доброселица живи 371 пунолетни становник, а просечна старост становништва износи 54,3 година (52,9 код мушкараца и 55,5 код жена). У насељу има 174 домаћинства, а просечан број чланова по домаћинству је 2,33.
Ово насеље је великим делом насељено Србима (према попису из 2002. године), а у последња три пописа, примећен је пад у броју становника.
|  |

| Демографија | Демографија | Демографија |
| Година      | Становника  | Становника  |
| ----------- | ----------- | ----------- |
| 1948.       | 1.200       |             |
| 1953.       | 1.286       |             |
| 1961.       | 1.197       |             |
| 1971.       | 971         |             |
| 1981.       | 752         |             |
| 1991.       | 541         | 540         |
| 2002.       | 405         | 406         |

| Етнички састав према попису из 2002.‍ | Етнички састав према попису из 2002.‍ | Етнички састав према попису из 2002.‍ | Етнички састав према попису из 2002.‍ | Етнички састав према попису из 2002.‍ |
| ------------------------------------ | ------------------------------------ | ------------------------------------ | ------------------------------------ | ------------------------------------ |
|                                      |                                      |                                      |                                      |                                      |
| Срби                                 | Срби                                 |                                      | 404                                  | 99,75%                               |
| Црногорци                            | Црногорци                            |                                      | 1                                    | 0,24%                                |
| непознато                            | непознато                            |                                      | 0                                    | 0,0%                                 |

| Година пописа     | 1948. | 1953. | 1961. | 1971. | 1981. | 1991. | 2002. |
| ----------------- | ----- | ----- | ----- | ----- | ----- | ----- | ----- |
| Број домаћинстава | 183   | 196   | 202   | 216   | 204   | 195   | 174   |

| Број чланова      | 1  | 2  | 3  | 4  | 5 | 6 | 7 | 8 | 9 | 10 и више | Просек |
| ----------------- | -- | -- | -- | -- | - | - | - | - | - | --------- | ------ |
| Број домаћинстава | 54 | 68 | 22 | 15 | 7 | 5 | 2 | 0 | 0 | 1         | 2,33   |

| Пол    | Укупно | Неожењен/Неудата | Ожењен/Удата | Удовац/Удовица | Разведен/Разведена | Непознато |
| ------ | ------ | ---------------- | ------------ | -------------- | ------------------ | --------- |
| Мушки  | 181    | 42               | 119          | 17             | 3                  | 0         |
| Женски | 194    | 20               | 117          | 55             | 2                  | 0         |
| УКУПНО | 375    | 62               | 236          | 72             | 5                  | 0         |

| Пол    | Укупно                    | Пољопривреда, лов и шумарство | Рибарство                            | Вађење руде и камена | Прерађивачка индустрија       |
| ------ | ------------------------- | ----------------------------- | ------------------------------------ | -------------------- | ----------------------------- |
| Мушки  | 94                        | 47                            | 1                                    | 2                    | 18                            |
| Женски | 92                        | 75                            | 0                                    | 0                    | 1                             |
| УКУПНО | 186                       | 122                           | 1                                    | 2                    | 19                            |
| Пол    | Производња и снабдевање   | Грађевинарство                | Трговина                             | Хотели и ресторани   | Саобраћај, складиштење и везе |
| Мушки  | 1                         | 6                             | 4                                    | 7                    | 4                             |
| Женски | 0                         | 0                             | 3                                    | 11                   | 0                             |
| УКУПНО | 1                         | 6                             | 7                                    | 18                   | 4                             |
| Пол    | Финансијско посредовање   | Некретнине                    | Државна управа и одбрана             | Образовање           | Здравствени и социјални рад   |
| Мушки  | 0                         | 0                             | 0                                    | 1                    | 0                             |
| Женски | 0                         | 0                             | 0                                    | 2                    | 0                             |
| УКУПНО | 0                         | 0                             | 0                                    | 3                    | 0                             |
| Пол    | Остале услужне активности | Приватна домаћинства          | Екстериторијалне организације и тела | Непознато            | Непознато                     |
| Мушки  | 2                         | 0                             | 0                                    | 1                    | 1                             |
| Женски | 0                         | 0                             | 0                                    | 0                    | 0                             |
| УКУПНО | 2                         | 0                             | 0                                    | 1                    | 1                             |